# Misteldrossel
Misteldrossel (Turdus viscivorus) er med sine 27 centimeter den største af de danske drosler. Den er i Danmark ret almindelig både som ynglefugl (især i Jylland) og som trækgæst. Den ligner af ydre en stor sangdrossel, men dens sang minder mest om solsortens.
Misteldroslen findes i størstedelen af Europa og desuden i Nordafrika og det vestlige Asien.

## Misteldroslens navn
Dens navn hentyder til, at den blandt andet æder bær af mistelten. Desuden er fuglen i Sydeuropa traditionelt blevet fanget med limpinde fremstillet ved hjælp af misteltenens klæbrige bær. Misteldroslen hjælper også med spredningen af plantens frø, idet de tåler passagen gennem fuglens tarm og her danner klæbrige "snore", der gør at ekskrementerne med de intakte frø kan sætte sig fast på træernes grene, hvor de kan spire. Det siges også, at misteldroslen kun æder selve frugtkødet, mens den undgår frøet, der gnides af på en gren.